# Киянченко Володимир Григорович
Володи́мир Григо́рович Кия́нченко (нар. 12 березня 1941 — пом. 21 травня 2011, Київ, Україна) — радянський та український футболіст і футбольний тренер, що спеціалізувався на роботі з дитячо-юнацькими командами. Багаторічний очільник юнацької збірної України. Бронзовий призер юнацького чемпіонату Європи (1994). Заслужений працівник фізичної культури і спорту України, Заслужений тренер України.

## Життєпис
У 1962 році Володимир Киянченко виступав у складі ватутінського «Шахтаря» в розіграші Кубка УРСР серед колективів фізкультури, а вже наступного року дебютував у складі команди майстрів — київського «Арсенала». Втім, у розташуванні «канонірів» він надовго не затримався і сезон 1964 розпочав, захищаючи кольори житомирського «Полісся». На цьому інформація про кар'єру Киянченка-гравця вичерпується.
У 1967 році Володимир Киянченко почав працювати в республіканському училищі фізичної культури, а у 1972 році паралельно з роботою в училищі зійшов на тренерський місток юнацької збірної УРСР, наставником якої був аж до розпаду Радянського Союзу. Протягом цього часу його підопічні чотири рази ставали найкращими на всесоюзній Спартакіаді школярів та стільки ж разів перемагали на турнірі «Юність». За час роботи у спортінтернаті УФК Киянченко встиг попрацювати з такими відомими футболістами, як Іван Яремчук, Павло Яковенко, Олег Таран, Сергій Краковський, Валентин Крячко, Андрій Федецький, Віталій Косовський та інші.
Після здобуття Україною незалежності, Володимир Киянченко продовжив працювати на благо вітчизняного юнацького футбола. У 1994 році разом з футболістами збірної України віком до 16 років він став бронзовим призером чемпіонату Європи серед юнаків, що відбувся в Ірландії. Це був перший серйозний успіх українських футболістів на міжнародній арені.
В Республіканському вищому училищі фізичної культури Киянченко працював аж до самої смерті, очолюючи відділ футболу. Крім того, протягом декількох сезонів виконував функції делегата ФФУ у матчах другої ліги чемпіонату України.
21 травня 2011 року Володимир Киянченко помер на 71-му році життя. Прощанн з тренером відбулося 23 травня у крематорії Байкового кладовища.

## Нагороди
Тренерські здобутки
- Бронзовий призер юнацького чемпіонату Європи (1): 1994

Індивідуальні відзнаки
- Заслужений працівник фізичної культури і спорту України (14 липня 2004) — За вагомий особистий внесок у розвиток та популяризацію вітчизняного футболу, підготовку молодих футболістів, піднесення міжнародного спортивного престижу України та з нагоди 110-річчя українського футболу[3]
- Заслужений тренер України

## Вшанування пам'яті
15 серпня 2013 року на стадіоні РВУФК в Києві стартував I Міжнародний дитячий футбольний турнір пам'яті Володимира Киянченка.